# Enríquez de Valderrábano
Enríquez de Valderrábano   (Peñaranda de Duero, c. 1500 - 1557 (Gregorià) (>1557)) va ser un violista i compositor espanyol del Renaixement.
La història de la investigació musical ha revelat fins ara alguns detalls sobre la vida d'Enríquez de Valderrábano. Ni el dia del seu naixement ni el de la seva mort són ben coneguts, el seu lloc de naixement no és segur i el lloc de la seva mort és completament desconegut. François-Joseph Fétis dona a la seva biografia Universal com a lloc de naixement "Penacerrada". A la seva obra principal Libro de Música...Silva de sirenas es diu a si mateix com a resident a la ciutat de Peñaranda de Duero a la província de Burgos. Aquesta era la residència del quart duc de Miranda del Castañar, Francisco de Zúñiga, a qui es dedicà aquest treball. Segons aquesta informació, el compositor sospita Juan Bermudo el 1555 que Valderrábano estava al servei del duc; però no hi ha proves per a això. Tant Bermudo com l'enciclopedista Cristóbal Suárez de Figueroa (1571-1644) (1615) van descriure a Valderrábano com un dels intèrprets de viola més importants del seu temps. Després de 1557 no hi ha més informació sobre ell.
La principal obra de Valderrábano té una posició destacada en les estrenes de música contemporània de Viola. Pel que fa als set llibres d'aquesta obra, contenen composicions originals per si soles, aquestes es caracteritzen per un estil molt individual i per l'ús d'un contrapunt lliure, perfecte i sense imitació. Les seves composicions més exigents són les 33 fantasies contingudes (incloent 19 paròdies sobre obres de llaüt de Francesco da Milano), els duos per a 2 violes i els cicles de variació. Aquests últims es basen en els tipus Pavana (folia), Pavana real, Guàrdame las vacas (Romanesca) i Conde claros s'acaben amb un moviment d'improvisació en què una segona viola realitza un senzill acompanyament. Destaquen les peces del duo, ja que són l'única tablatura coneguda per a dues violes. S'imprimeix una veu invertida de manera que es puguin llegir les notes des dels costats oposats de la taula.

## Obres
- Llibre de música de viola, intitulat Silva de sirenas (Llibre de música per a Vihuela, titulat "Bosc de sirenes"), Valladolid 1547, en set llibres graduats per dificultat [5] amb un total de 171 composicions. Edició: Emilio Pujol, Barcelona 1965, Reprint Ginebra 1981 (Monuments de la música espanyola, Volums 22 i 23).
- Al principi, l'obra conté 3 pàgines amb explicacions teòriques.
- Llibre 1: Obres per a solo viola
- Llibre 2: Arranjaments que es poden tocar en solitari o com a cançons acompanyades per tenor o baix, text en llatí, castellà i italià
- Llibre 3: Arranjaments que el tocador de viola ha de cantar en falset; Aquí apareix la part de la veu en un personal independent
- Llibre 4: 16 Duets per a dues violes.
- Llibre 5: Obres per a viola en solitari
- Llibre 6: Obres per a solo viola
- Llibre 7: Obres per a Solo Viola

Al començament de cada peça d'aquesta col·lecció, Valderrábano indica el nivell de dificultat i utilitza marques d'escala per indicar el ritme correcte. Gairebé la meitat de totes les composicions consisteix en intabulaciones de registres d'exposició, motets, madrigals italians, Espanyol nadales i romanços de Jacques Arcadelt, Loyset Compère, Nicolas Gombert, el Lupus Hellinck, Jachet de Màntua, Josquin Des Prés, Francesco de Layolle, Cristóbal de Morales, Juan Vásquez, Philippe Verdelot i Adrian Willaert.